# حفيدة صدام
كتاب حفيدة صدام هو كتاب مذكرات، كتبتها حرير بنت حسين كامل، احتوى الكتاب على أخبار متعلقة بحياة حرير حسين كامل وعائلتها وخاصة جدها صدام حسين وأباها حسين كامل.

## الكاتبة
هي حرير بنت حسين كامل حسن المجيد، وبنت رغد صدام حسين المجيد، أبو حرير هو ابن ابن عمّ الرئيس صدام، وأمها هي رغد بنت صدام، وُلدت حرير في 19 تموز عام 1986، وأصيبت بالربو منذ الطفولة،، سمّاها جدّها صدام بهذا الاسم بعد أن فتح صفحة من المصحف وبدأ بالقراءة فوجد كلمة حرير مناسبة للتسمية، وكان صدام هو الذي يُسمي حفيداته، ويتبع طريقة الاستخارة بالقرآن لاختيار الاسم. وصفت حرير طريقة الاستخارة «كان يفتح المصحف الكريم على أي صفحة من كلام الله، ويبدأ بالقراءة، وإذا صادفه اسم يرى أنه يصلح وتنطبق عليه المواصفات سمّى به حفيدتَه، كان يفرح جدا بولادة البنات: على عكس جدتي ساجدة التي كانت تحزن بشدة حين تعرف أن المولود أنثى»، درستْ حرير الابتدائية في المدرسة الشِبِيبِية التي أُنشئت خاصةً لعائلة صدام من الدرجة الأولى والثانية، وكانت أمّها معاونة المديرة في تلك المدرسة، خرجت في شهر آب عام 1995 من العراق مع أمها وأبيها وأخوتها وخالتها رنا وزوج رنا وأولادهما إلى الأردن وهنالك أعلن أبوها حسين كامل انشقاقه عن صدام حسين، فاستضافهم ملك الأردن في أحد قصوره، وأقاموا هناك والتحقت بمدرسة، حتى عام 1996 حين أعلن صدام حسين عَفْوَه عن حسين كامل، لكنه قُتل بعد رجوعه إلى بغداد وقد أُجبرَ على تطليق زوجته رغد أم حرير. وعقب احتلال العراق في عام 2003، خرجت حرير مرة أخرى مع أمها وأخوتها وخالتها رنا وأولاد خالتها إلى سورية ثم توجّهوا إلى الأردن حيث استضافتهم حكومتها، وقد دخلت حرير حينئذٍ إلى الأردن بغير جواز سفر، ولمّا أقامت فيها لم تتمكن هي وأقاربها هناك من الحصول على جوازات عراقية، فمنحتهم حكومة الأردن جوازات أردنية بأسماء وهمية.، تخرّجت حرير في كلية الاقتصاد وإدارة الأعمال في الجامعة الكندية في الأردن، حرير متزوجة من ناصر رعد محمود الأعظمي، وقد اتصفت حياتها بالخطر، قالت في مذكراتها «عشت سنوات عمري منذ الولادة إلى الزواج تحت ظل رشاشات الحراسة!». اشتهرت حرير بعد نشرها لمذكراتها المسماة حفيدة صدام.

## سبب التأليف

مواقع مهمة في حياة العائلة

قالت حرير " "كتبت تلك المذكرات من أجل الحقيقة، خاصة بعدما تعرض بلدي لكثير من الأمور التلفيقية فيما يخص تاريخه، لذا لزم توضيحه للعراق والعراقيين، وكذلك لعائلتي التي تعرضت لكثير من حملات التشويه التي تخص أخبارها، لذلك تبنيت هذا المشروع". وقالت "قرار كتابة المذكرات كان قراري، لكن كان هناك مخاوف بسيطة لكنها لم تؤثر على قراري، خاصة وأن الشعور بالقلق والتخوفات الأمنية مستمر حتى الآن". وكانت حرير قد كتبت مذكراتها قبل ذلك 4 مرّات، وأُجبرتْ على حرقها وقالت إن السبب "كنت أعلم أنه لا يمكنني التحرك بمثل تلك المذكرات لأسباب أمنية خاصة في الأيام التي تلت غزو العراق".

## العنوان والطباعة
قالت حرير في وصف كتابها «كتابي بعنوان حفيدة صدام، محتواه يشبه عنوانه، كل ما مررنا به كعائلة، من أيام جميلة وصعبة، ومن مشاكل وأسبابها، سلطت الضوء على الجانب المخفي لعائلتي بحيث يستطيع كل مهتم أن يفهم هذه العائلة بشكل أصدق، تمت طباعته على حسابي الخاص وتوزيعه من قبل الدار العربية للعلوم، بدأتُ بكتابته قبل سنتين». اشتمل العنوان على اسمين فقط «حفيدة صدام..حرير حسين كامل»، وذلك لا يُبيّن غرض الكتاب ولا محتواه، وكان الأوفق أن يُقال «حفيدة صدام..تتذكّر».، العنوان جيّد لترويج الكتاب، لأنه تضمن أسماء يهتم العراقيون بمعرفة حياتهم وراء الأسوار. صدر الكتاب في 5 نوفمبر عام 2018م، وقد نفدت طبعته الأولى، فطُبعَ ثانيةً في يونيو 2019.

## الشخصيات
احتوى الكتاب على شخصيات العائلة وقد حدثت بينهم نزاعات شديدة، فكانت حكاية مثل هذه القصص أمراً شاقاً على حرير، لأن المتنازعين كلهم أقرباؤها القاتل والمقتول، ولتأليف المذكرات عدة أسباب، منها الدعوة إلى التسامح والصفح، والتعلّم من الأخطاء، قالت حرير «أحد أهم الأسباب التي دفعتني إلى الكتابة غير السهلة في هذا الموضوع الشائك.. واستعادة الذكريات المؤلمة.. هو أنني أحبهم جميعاً.. وأحب حتى أخطاءهم البشرية التي علينا جميعاً أن نتعلم منها.».

### الأسماء
- عائلة صدام حسين
- كامل حنا ججو

### عشيرة البيكات
ينتسب صدام إلى عشيرة البيكات التي اُشتهر منها مسؤولون في الحكومة العراقية في عهد أحمد حسن البكر ثم صدام.
| فخذ البو خطاب                  | فخذ البو عبد الغفور                                 | فخذ البو مسلط                      | فخذ البو بكر   | فخذ البو عبد المنعم              | فخذ البو نجم           | فخذ البو موسى الفرج |
| ------------------------------ | --------------------------------------------------- | ---------------------------------- | -------------- | -------------------------------- | ---------------------- | ------------------- |
| وطبان وبرزان وسبعاوي وعبد حمود | صدام حسين وحسين كامل وصدام كامل وروكان وبرزان وجمال | خير الله وساجدة وعدنان ورافع وهاني | أحمد حسن البكر | لمى بنت ماهر عبد الرشيد زوجة قصي | أرشد ياسين وكامل ياسين | فاضل البراك         |

## محتوى الكتاب

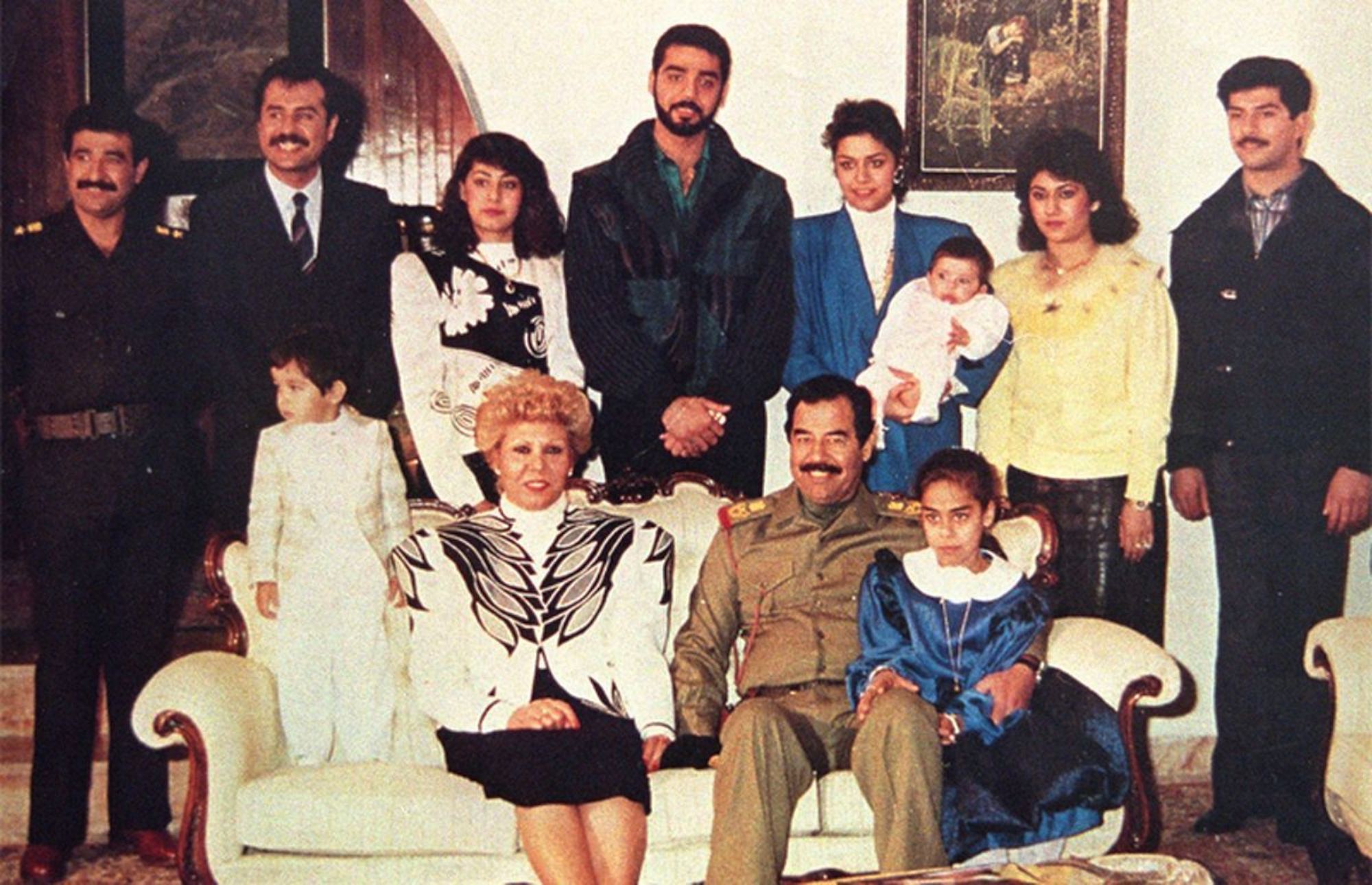
الواقفون (من اليمين لليسار):
•قصي صدام حسين - ثاني أولاد صدام حسين.
•لُمى ماهر عبد الرشيد- زوجة قصي صدام حسين.
•رغد صدام حسين - ثالث أولاد صدام حسين. زوجة حسين كامل.
•عدي صدام حسين - الولد البكر لصدام حسين.
•رنا صدام حسين - رابع أولاد صدام حسين. زوجة صدام كامل.
•صدام كامل - زوج رنا صدام.
•حسين كامل - زوج رغد صدام..
الجالسون من اليمين لليسار:
•حلا صدام حسين - خامس أولاد صدام حسين وأصغرهم.
•صدام حسين
•ساجدة خير الله - زوجة صدام الأولى وهي ابنة خاله.
•طفل غير معروف (الجالس على الأريكة).

ذُكرَ أن حرير حسين كامل لم تؤلف كتابها من ذاكرتها، بل من والدتها رغد، وقد سُئلتْ رغد صدام عن صحة هذا القول، فأجابتْ أن الكتابَ كتابُ حرير جملةً وتفصيلاً وقالت «حرير تعبتْ بالمذكرات وبمجهود شخصي». نُسجت الرواية بطريقة تحريرية محترفة سواء في أسلوبها وفي ترتيب أحداثها التي بدأت من العصر الذهبي في الثمانينات وفقاً لوصف حرير التي ذكرت أيام طفولتها في بيت جدّها صدام، ورَوَتْ قصة خروج أبيها حسين كامل وهي وعائلتها معه إلى الأردن بين عامي 1995-1996 ومعارضته صدام، وزيارات الملك حسين بن طلال إلى بيتهم في عمان، وكان صدام يحبه، ثم عودتهم إلى العراق وبقاؤهم إلى أيام الاحتلال الأمريكي للعراق، ثم مغامرة خروج العائلة إلى سورية وكانوا تسعة أفراد يرافقهم حرس ساجدة خير الله الذين لم تكن حرير تحبهم ولا تأمنهم، وحادثة إعدام صدام حسين، ذُكِر في الرواية نقد حرير لخالها عدي صدام حسين لأنّ تطلعاته لم توافق تطلعات صدام حسين فحدث خلاف بينهما من جراء ذلك، كما كان عدي ابناً مدللاً فكان سبباً في تشويه سمعته عند العراقيين، وحين خرجت رغد ورنا مع زوجيهما إلى الأردن لم تكن أختهما حلا صدام حسين معهما، ولما عادت الأختان، ساءت علاقتهما بِحَلا، تطرّقت حرير إلى أقربائها من عائلة آل عبد الغفور وذكرت حقدهم على أبيها حسين كامل وغيرتهم منه، وأن الطعنة الحقيقة كانت منهم، وصرحت أيضاً بأن المقتلة التي وقعت على أبيها كانت بإشراف مباشر من خالها عدي وابن عم جدّها علي حسن المجيد، الذين اشتركا في قتل والدها حسين وعمّها صدام كامل، وكل أفراد عائلة عمّها عبد المجيد كامل، ومعهم طفل رضيع، كما قُتل جدّها من الأب، كامل حسن المجيد.، وصفت حرير كل من اشترك في قتل أبيها أنه حقير، علماً بأنها قالت في نفس الكتاب إن جدها صدام قال «لقد عفوتُ عن حسين كامل قانونياً، أما عشائرياً، فيجب غسل العار»، وقالت «الوالد أعطاه الأمان القانوني، لكن علي حسن المجيد استأذنَ الرئيس بأن يقتله «عشائرياً»، في حضور عدي وقصي، وأفراد العشيرة.»

### ردّ آل عبد الغفور
انتقد وجهاء من آل عبد الغفور بعض ما كُتبَ في مذكرات حرير، ووصفوا المذكرات بالكذب والتدليس ومهاجمة شخصيات من آل عبد الغفور، وقال أحدهم إنّ حرير تحاول تبرئة خيانة والدها، وتريد تبرئة جدّها وعمّها عدي من قتل حسين كامل، ولا يمكن التوفيق بين ذلك.

## إهداء
أَهدتْ رغد صدام حسين نسخة من كتاب ابنتها إلى لجين عمران، فنشرت لجين الإهداء مع تعليقها عليه «عزيزتي حرير، لديك أُمٌّ عظيمة وقوية يحق لك فعلا ان تفخري بها»، فأثار ذلك سخط بعض الكويتيين على لجين.